# Iwan Gilkin
Iwan Gilkin, född 7 januari 1858 i Bryssel, död 27 september 1924, var en belgisk författare.
Gilkin var en av dem, som 1881 var med om att grunda La jeune Belgique. 1890–1893 utgav Gilkin fyra dikthäften, som 1897 nyupplades i en gemensam volym, La nuit, där allt rör sig i den kända Baudelaire-Rollinatska tematiken om vällusten och döden. Med diktsamlingen Le cerisier fleuri (1899) blev tonen mildare, stundom en smula affekterat ljus. Gilkin har även försökt sig som dramatiker med verk som dialogdikten Prométhée (1899), Savonarole (1906) och Étudiants russes (1906).